# ライブ 探偵歌劇 ミルキィホームズ TD『とろとろどんどん』
「ライブ 探偵歌劇 ミルキィホームズ TD『とろとろどんどん』」（ライブ たんていかげき ミルキィホームズ TD『とろとろどんどん』）は、ミルキィホームズの6作目となるライブ映像作品。2015年9月9日にブシロードミュージックからBlu-ray Disc、DVDが発売された。

## 概要
2015年5月2日にパシフィコ横浜・国立大ホールで行われた「ライブ 探偵歌劇 ミルキィホームズ TD『とろとろどんどん』」の模様が収録されている。『Peeping Life』や『超爆裂異次元メンコバトル ギガントシューター つかさ』の森りょういちを演出・脚本に起用した曲間の演劇も収録。 天城茉莉音が『奇跡の歌』歌唱中に再び歌声を失い、ミルキィホームズが謎を解明するために捜査を開始する。鍵はタイトルにある「とろとろどんどん」。
出演者はTVアニメ『探偵歌劇 ミルキィホームズ TD』に出演したミルキィホームズ（シャーロック・シェリンフォード役の三森すずこ、譲崎ネロ役の徳井青空、エルキュール・バートン役の佐々木未来、コーデリア・グラウカ役の橘田いずみ） 、ミルキィホームズ フェザーズ（常盤カズミ役の愛美、明神川アリス役の伊藤彩沙）、天城茉莉音役の新田恵海、法条美樹役の中津真莉。
本公演では『探偵歌劇 ミルキィホームズ TD』の挿入歌アルバム『Treasure Disc』のLP盤が先行販売された。

## 収録曲
1. 奇跡の歌
歌：天城茉莉音（新田恵海）
演出により途中で終了。
2. ミルキィ A GO GO
歌：ミルキィホームズ（三森すずこ、徳井青空、佐々木未来、橘田いずみ）
『探偵歌劇 ミルキィホームズ TD』オープニング主題歌
3. PIECE&PEACE
歌：ミルキィホームズ
4. パーフェクトラブ！ 
歌：明智小衣（花崎マミュ）（南條愛乃）
アニメ映像のみ。
5. エッセンシャル！
歌：ミルキィホームズ
6. ミルキィろけんろー
歌：ミルキィホームズ
バンド演奏風の演出。楽器は三森がギター、徳井がドラムス、佐々木がキーボード、橘田がベース。
7. 未体験ワールド！
歌：ミルキィホームズ
8. ト・リ・コ
歌：エルキュール・バートン（佐々木未来）
9. NERORO☆おんど
歌：譲崎ネロ（徳井青空）
10. 禁断サンクチュアリ
歌：コーデリア・グラウカ（橘田いずみ）
11. ラッキー*フルスロットル
歌：シャーロック・シェリンフォード（三森すずこ）
12. ハートGoes on!
歌：ミルキィホームズ
13. 奇跡の歌
歌：天城茉莉音（新田恵海）、法条美樹（中津真莉）
14. オーバードライブ!
歌：ミルキィホームズ
15. いい日TD
歌：ミルキィホームズ&フェザーズ（愛美、伊藤彩沙）&天城茉莉音（新田恵海）&法条美樹（中津真莉）
16. 探求Dreaming
歌：新田恵海
『探偵歌劇 ミルキィホームズ TD』エンディング主題歌
17. ミルミルUP↑
歌：ミルキィホームズ
18. 雨上がりのミライ
歌：ミルキィホームズ
19. ピンチにパンチ
歌：ミルキィホームズ シスターズ（三森すずこ、徳井青空、佐々木未来、橘田いずみ、愛美、伊藤彩沙）
20. スイートスイートホームタウン
歌：ミルキィホームズ シスターズ
21. パーティーパーティー！（アンコール）
歌：ミルキィホームズ
曲後に出演者全員で締めの挨拶が行われ、最後に明智小衣役の南條愛乃からのビデオメッセージが流れた。
22. 正解はひとつ!じゃない!!（アンコール）
歌：ミルキィホームズ&フェザーズ&天城茉莉音（新田恵海）&法条美樹（中津真莉）
最後に出演者全員で『いい日旅立ち』。